# 夏鲁派
夏鲁派，藏传佛教的一个分派。其创始人为布敦仁欽珠，故该派亦称布敦派。
夏鲁派原是中兴律学的嫡派，后来遍学藏派佛学。布敦于31岁时住日喀則夏鲁寺，传法盛极一时。从此流传这一教派，名夏鲁派。